# Passiflora popenovii
Passiflora popenovii, la granadilla de Quijos es una especie de planta fanerógama perteneciente a la familia Passifloraceae.

## Historia
Passiflora popenovii fue descrita por primera vez en la provincia de El Oro en Ecuador donde también es cultivada. En Colombia es conocida con los nombres de granadilla de Quijos, granadilla caucana o curubejo, en los departamentos de Nariño y Cauca entre 1400 y 2100 m s. n. m.
En las selvas del departamento del Meta, Colombia, (cuenca del río Tillava) y del departamento del Guaviare, Colombia, en los 150 m s. n. m., se encuentra este fruto silvestre (no son cultivos de colonos ni indígenas). Crece en forma de enredadera y alcanza los 6 metros de altura antes de florecer y dar fruto. La floración y producción del fruto se da en dos épocas del año, de marzo a julio y de septiembre a diciembre.

## Descripción
Es una planta tipo enredadera, glabra (excepto el ovario y la superficie del cáliz), las hojas son unilobuladas lanceoladas de 8,5 a 16 cm de longitud y con ausencia de nectarios peciolares. Las flores abren en las primeras horas del día (1:00 y 5:00), son pendulares en racimos con una agradable fragancia, los pétalos son blancos y los sépalos verde pálido, y polinizadas por el abejorro (Xilocopa sp.) El fruto es una baya de forma elipsoide u ovoide de 6-7 × 10-12 cm, con cáscara esponjosa y de color amarillo o anaranjado cuando están maduros. La pulpa es jugosa de color amarilla pálida con un fuerte aroma y de sabor dulce, ligeramente ácido.

## Taxonomía
Passiflora popenovii fue descrita por Ellsworth Paine Killip y publicado en Journal of the Washington Academy of Sciences 12: 332. 1922.
Etimología
Ver: Passiflora
popenovii: epíteto otorgado en honor de Frederick Wilson Popenoe, descubridor de la planta en Tungurahua.